# Gerhart Hauptmann
Gerhart Johann Robert Hauptmann (15. listopadu 1862, Obersalzbrunn – 6. června 1946, Agnieszków) byl německý prozaik a dramatik přelomu 19. a 20. století, nositel Nobelovy ceny za literaturu z roku 1912. Je považován za nejvýznamnějšího německého představitele naturalismu.

## Život
Gerhart Hauptmann se narodil roku 1862 v rodině pruského hoteliéra v malém slezském městečku Obersalzbrunn (dnes je součástí Polska a jmenuje se Szczawno-Zdrój). Po absolvování Realschule v Breslau (nyní polská Vratislav) byl poslán na statek svého strýce v Jaueru (nyní polský Jawor), aby se učil zemědělství. Protože však Hauptmann nenašel v životě na venkově žádnou zálibu, brzy se vrátil do Breslau , kde začal studovat na umělecké škole, neboť se chtěl stát sochařem. Na škole se seznámil se svým celoživotním přítelem, německým malířem Josefem Blockem. Poté studoval sociologii a přírodní vědy na univerzitě v Jeně a v Berlíně a v letech 1883 a 1884 působil jako sochař v Římě. Roku 1885 se oženil, usadil se v Berlíně, zcela se věnoval literární činnosti a brzy získal pověst předního představitele nejen německého, ale i světového moderního dramatu. Roku 1891 se přestěhoval do Schreiberhau (dnes polská Szklarska Poręba) v Krkonoších, roku 1894 navštívil Ameriku a od roku 1907 žil v Agnetendorfu (dnes polský Jagniątków), rovněž v Krkonoších.

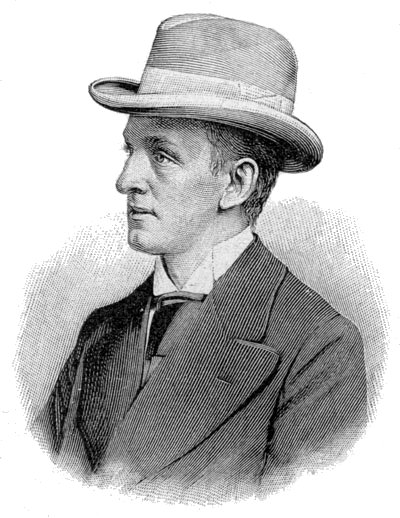
Gerhart Hauptmann

Ve svém díle byl zpočátku ovlivněn naturalismem (například slavné drama Před východem slunce s drastickými scénami, které vyvolaly skandál, nebo Forman Henčl, v němž je hrdina dohnán ženou k sebevraždě), ale později se v něm objevují i prvky symbolismu a novoromantismu (drama Hanička, kde se realita mísí se snem, nebo pohádková hra Potopený zvon). Jeho dramata i prózy se vyznačují dokonalým vystižením povah vystupujících postav v nejpodrobnějších odstínech. Roku 1912 mu byla udělena Nobelova cena za literaturu „… zejména za jeho bohatou, mnohostrannou, vynikající tvůrčí činnost v oblasti dramatického umění“ (citace z odůvodnění Švédské akademie).
Ve svých nejlepších dílech (vytvořených především před první světovou válkou) ztvárňoval Hauptmann s velkým citem sociální problematiku své doby, leckdy v historických kulisách. V jeho dílech se mísí soucit s bídou a bojová kritika současné společnosti se zachycením prvků života do té doby často tabuizovaných (rozklad maloměšťáckých rodin, náboženské a sociální problémy, bídu proletariátu, prušáctví a byrokratismus). Tento citlivý přístup k otevřeným otázkám jednotlivce, národa i lidstva se však v poválečné době změnil, protože Hauptmann nedokázal vinou své pasivity uhájit své dřívější humanistické postoje.
Po nástupu Adolfa Hitlera k moci roku 1933 v Německu zůstal a stáhl se částečně do ústraní. Nacistický režim ho sice nijak zvlášť v lásce neměl, ale protože potřeboval reprezentativního spisovatele starší generace, žijícího klasika, povoloval nové inscenace mnohých jeho divadelních her. Hauptmann se některých představení dokonce zúčastňoval v čestné lóži společně s představiteli Třetí říše (např. s Hermannem Göringem). Jeho drama Tkalci z roku 1892 líčící útisk a stávku krkonošských tkalců ve čtyřicátých letech 20. století se ovšem hrát nesmělo. Kuriózní je, že během druhé světové války chtěli nacisté Tkalce přece jen uvést, ale s novým, optimistickým koncem, zhruba v tom smyslu, že se oněm tkalcům v hitlerovském státě dobře vede. Gerhart Hauptmann ale tento záměr odmítl. Koncem války pak Hauptmann v únoru roku 1945 zažil spojenecké bombardování Drážďan, při kterém bylo město téměř zničeno. Po skončení druhé světové války dožíval ve svém domě v tehdejším podkrkonošské vesnici Agnetendorf (dnes Jagniatków). Jelikož se Agnetendorf stal včetně téměř celého Dolního Slezska součástí Polska, bylo i Hauptmannovi samotnému oznámeno, že se musí s ostatními Němci vystěhovat. K tomu však nedošlo, protože náhle vážně onemocněl a následně ve svém domě roku 1946 zemřel. Jeho druhá manželka Margarete se po jeho smrti přestěhovala do Bavorska, kde zemřela o 11 let později.

## Dílo

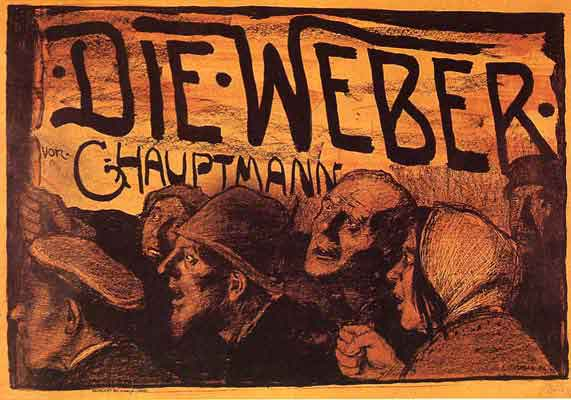
Die Weber, plakát českého malíře Emila Orlíka z roku 1897 ke hře Tkalci

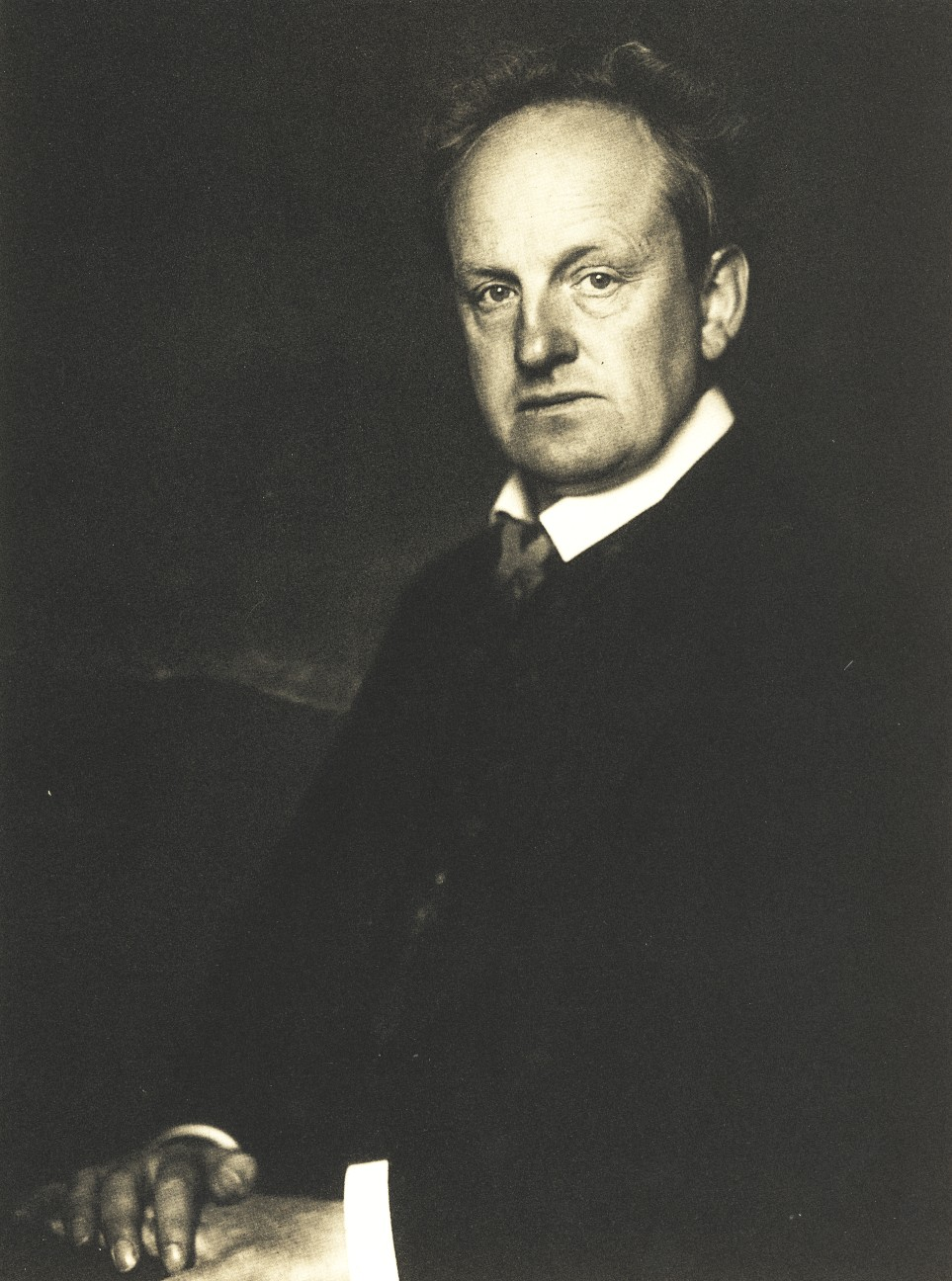
Nicola Perscheid: Gerhart Hauptmann (1914)

| „                                   | Technicky působí Hauptmann namnoze jako Ibsenův protinožec, ježto podává nestylisované výseky skutečnosti slohem spíše výpravným bez dějového soustředění a myšlenkové intensity; tím i duševní a situační drobnomalbou podobají se jeho dramata, nám namnoze blízká životním prostředím, hrám scénické práce ruských realistů doby potolstojovské. | “ |
| — Přehledné dějiny literatury české | |   |

### Divadelní hry
- Vor Sonnenaufgang (1889, Před východem slunce), Hauptmannova dramatická prvotina zobrazující morální úpadek současné rodiny na příkladu tragického konfliktu starce, držitele rodinné moci, se zbytkem své rodiny, která uhlazeností společenských forem a předstíranou účastí na starcově životě sleduje jenom vlastní hmotný prospěch. Již touto hrou autor získal reputaci jako vrcholný představitel německého naturalismu
- Das Friedensfest (1890, Slavnost smíření), rodinná katastrofa ve třech jednáních, krajně naturalistická práce, spíše fysiologické než psychologické povahy
- Einsame Menschen (1891, Osamělé duše), drama o pěti jednáních
- Die Weber (1892, Tkalci), mohutné drama líčící útisk a vzpouru krkonošských tkalců ve čtyřicátých letech 19. století napsané nejprve ve slezském dialektu pod jménem De Waber. Původní nářeční verze je dostupná online (na rozdíl od verze ve spisovné němčině a překladu do češtiny)
- Kollege Crampton (1892, Kolega Crampton), drama umělce hynoucího opilstvím
- Der Biberpelz (1893, Bobří kožich), zlodějská komedie ve čtyřech dějstvích, satirický obraz německého měšťáctví projevující se zejména v takové správě věcí obecních, která chce dobré chránit a špatné trestat a ve skutečnosti dobré trestá a špatné chrání
- Hanneles Himmelfahrt (1893, Hanička), zdramatisovaný mystický sen sirotka uštvaného surovým otcem
- Florian Geyer (1895), historická hra ze selské války v roce 1525,
- Die Versunkene Glocke (1896, Potopený zvon), pohádkové drama ve verších,
- Elga (1896),
- Fuhrmann Henschel (1899, Forman Henčl), hra o pěti jednáních,
- Michael Kramer (1900),
- Schluck und Jau (1900),
- Der rote Hahn (1901, Červený kohout), tragikomedie, pokračování hry Bobří kožich,
- Der arme Heinrich (1902, Nebohý Jindřich),
- Rose Bernd (1903, Růžena Berndtová), hra zobrazuje tragický osud mladé ženy, která je znásilněna a po tajném porodu své nechtěné dítě zabije.
- Und Pippa tanzt! (1905, A Pippa tančí), pohádka ze sklářské hutě o 4 jednáních,
- Die Jungfern von Bischofsberg (1907, Panny z Bischofsbergu), veselohra,
- Griselda (1909),
- Die Ratten (1910, Krysy), berlínská tragikomedie v pěti dějstvích,
- Festspiel in deutschen Reimen (1913, Slavnostní hra v německých rýmech),
- Der Bogen des Odysseus (1914, Luk Odysseův),
- Magnus Garbe (1914), první verze,
- Der weisse Heiland (1917, Bílý Heiland),
- Winterballade (1917, Zimní balada),
- Herbert Engelmann (1921–1926),
- Dorothea Angermann (1926),
- Spuk (1928, Přízrak), skládá se ze dvou her Die schwarze Maske (Černá maska) a Hexenritt (Čarovná jízda).
- Vor Sonnenuntergang (1932, Před západem slunce), divadelní hra pojednávající o rodinné tragédii, která je alegorií na nastupující fašismus,
- Die goldene Harfe (1933, Zlatá harfa),
- Hamlet im Wittenberg (1935, Hamlet z Wittenbergu),
- Die Finsternisse (1937, Temnota),
- Ulrich von Lichtenstein (1937),
- Die Tochter der Kathedrale (1938, Dcera katedrály),
- Magnus Garbe (1942), druhá verze,
- Die Atriden (Atreovci), autorova antická tetralogie vyjadřující i jeho určité protiválečné tendence. Skládá se z dramat Iphigenie in Delphi (1940, Ifigenie v Delfách), Iphigenie in Aulis (1943, Ifigenie v Aulidě), Agamemnons Tod (1948, Agamemnonova smrt) a Elektra (1948), přičemž poslední dvě hry byly uvedeny posmrtně.

### Básnické dílo
- Liebesfrühling (1881, Milostné jaro),
- Promethidenlos (1885),
- Das bunte Buch (1888, Pestrá kniha), rané poémy,
- Das Hirtenlied (1924, Pastýřské zpěvy),
- Die blaue Blume (1924, Modrá květina),
- Till Eulenspiegel (1927), novela ve verších,
- Das Meerwunder (1934, Mořská panna), novela ve verších,
- Der grosse Traum (1912–1942, Velký sen),
- Neue Gedichte (1946, Nové básně)

### Prózy
- Fasching (1887, Masopust), Hauptmannova první novela.
- Bahnwärter Thiel (1888, Železniční hlídač Thiel), „novelistická studie“ popisující zešílení otce nad synovou smrtí.
- Der Apostel (1890, Apoštol), novela.
- Griechischer Frühling (1909, Řecké jaro), autobiografická próza,
- Der Narr in Christo Emanuel Quint (1910, Blázen v Kristu Emanuel Quint), román umístěný do Slezska vypráví o náboženském blouznivci, který se svými stoupenci sní o světě bez bídy a útlaku, a líčí tragikomické příběhy slezského mesiáše a jeho přívrženců ze všech vrstev společnosti, kteří se snaží žít v tehdejším světě podle představ starých křesťanů.
- Atlantis (1912), román o německém lékaři, který z lásky k mladičké tanečnici podnikne cestu do Ameriky, přežije s ní a několika jinými ztroskotání velké zámořské lodi. Ve Spojených státech, které se mu záhy zprotiví svou honbou za penězi, prochází těžkou duševní krizí a vrací se do Evropy začít nový život.
- Gral-Phantasien (1912–1914, Svatý grál), skládá se z novel Parsival a Lohengrin.
- Der Ketzer von Soana (1917, Kacíř ze Soany), novela líčící osud mladého kněze svedeného krásou mladé pasačky.
- Phantom (1922, Fantóm), novela v podobě zápisků bývalého trestance, mladého muže, který z lehkomyslnosti dospěl až k účasti na zločinu.
- Die Insel der großen Mutter (1924, Ostrov velké matky), román umístěný na rajský ostrov v Tichém oceánu, líčící utopický život ve státě žen.
- Die Hochzeit auf Buchenhorst (1927–1931, Svatba v Buchenhorstu), novela.
- Wanda (1928), román.
- Buch de Leidenschaft (1930, Kniha vášně), autobiografická novela ve formě deníku.
- Die Spitzhacke (1931), novela.
- Im Wirbel der Berufung (1936), román.
- Das Abenteuer meiner Jugend (1937, Dobrodružství mého mládí), autobiografie.
- Der Schuss in Park (1939), novela.
- Das Märchen (1941, Pohádka), novela.
- Mignon (1947), novela, výdáno posmrtně.

## Česká vydání
- Osamělé duše, F. Šimáček, Praha 1895, překlad M. A. Šimáček
- Tkalci, Edvard Beaufort, Praha 1898, překlad Josef Krušina
- Potopený zvon, Alois Wiesner, Praha 1899, překlad František S. Procházka
- Kollega Crampton, F. Šimáček, Praha 1900, překlad B. Kaminský
- Hanička, Knapp, Praha 1902, překlad Bedřich Čaloun
- Bobří kožich, Knapp, Praha 1903, překlad Pavel Nebeský
- Elga, Knapp, Praha 1905, překlad Jaroslav Čach
- Forman Henčl, Knapp, Praha 1907, překlad Bedřich Čaloun
- Potopený zvon, Alois Wiesner, Praha 1907, překlad František S. Procházka
- Železniční hlídač Thiel, Mladé proudy, Praha 1913, překlad Adolf Neumann
- A Pippa tančí, B. Kočí, Praha 1918, překlad František S. Procházka
- Potopený zvon, Praha 1922, překlad František S. Procházka
- Tkalci, Zora 1922, překlad Jakub Rydvan a L. Janoušek
- Kacíř Soanský, Čin, Praha 1924, překlad Karel Kraus
- Fantom, Čin, Praha 1926, překlad Emanuel Moravec
- Ostrov velké matky, Alois Srdce, Praha 1926, překlad Olga Laurinová
- Mořská panna, Nakladatelské družstvo Máje, Praha 1938, překlad Eva Formanová
- Bobří kožich, Orbis, Praha 1953, překlad Pavel Eisner
- Tkalci, ČLDJ, Praha 1953, překlad Pavel Eisner
- Před západem slunce, Orbis, Praha 1957, překlad Jitka Fučíková
- Atlantis, Práce, Praha 1961, překlad Milada Parezová
- Krysy, DILIA, Praha 1965, překlad Pavel Eisner
- Fantóm, NPL, Praha 1966, překlad Jiří Stach., obsahuje novely Železniční hlídač Thiel, Fantóm a Kacíř ze Soany
- Blázen v Kristu Emanuel Quint, Práce, Praha 1975, překlad Jiří Stach
- Bobří kožich, DILIA, Praha 1984, překlad Jiří Stach

## Fotogalerie

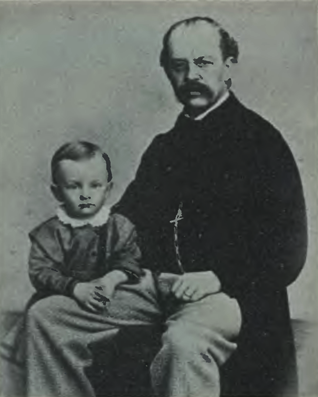
Robert Hauptmann se svým synem Gerhartem
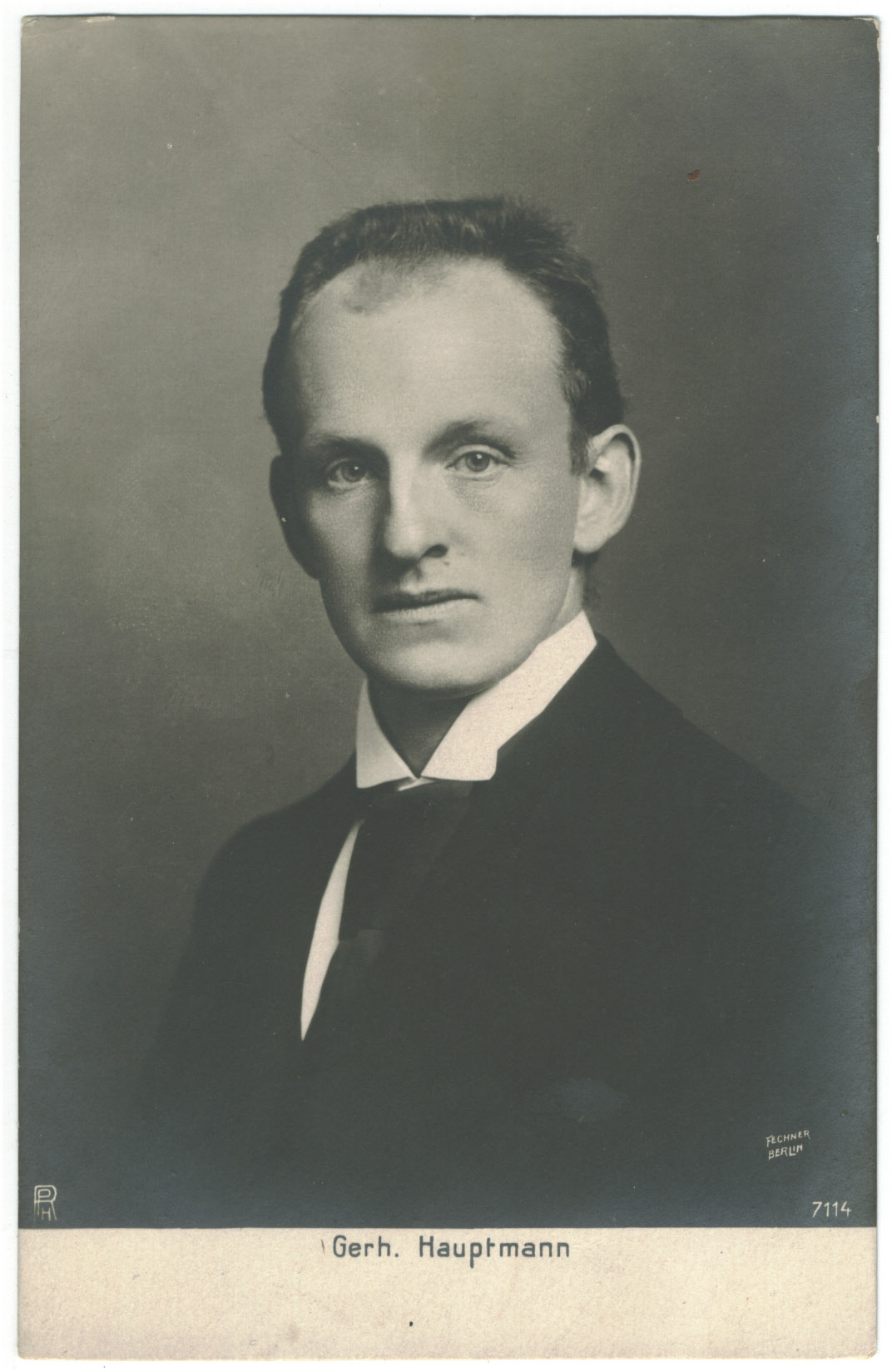
Gerhart Hauptmann (1890)
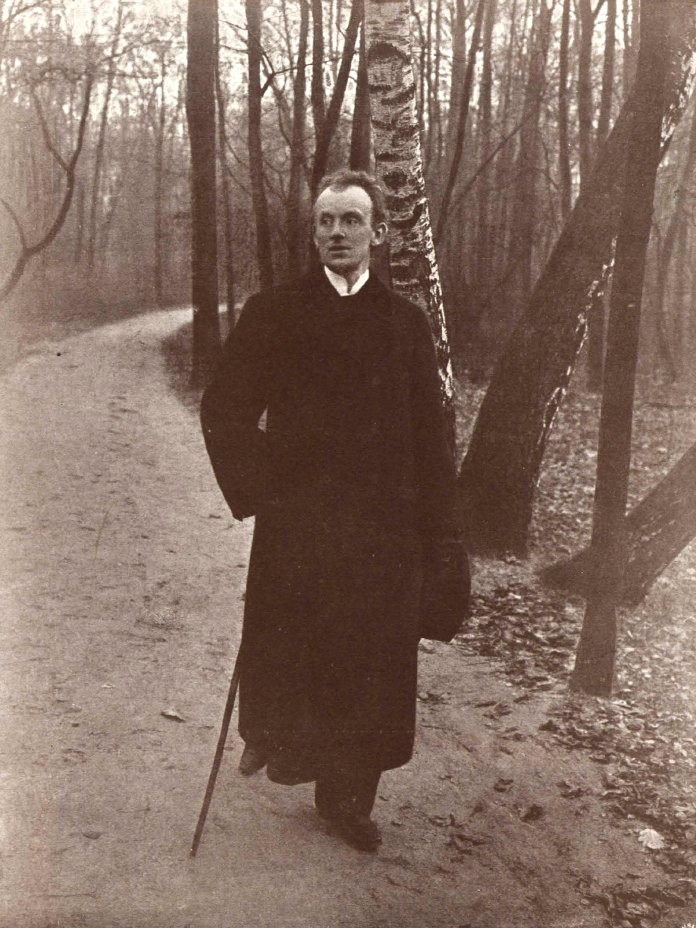
Gerhart Hauptmann (1898)
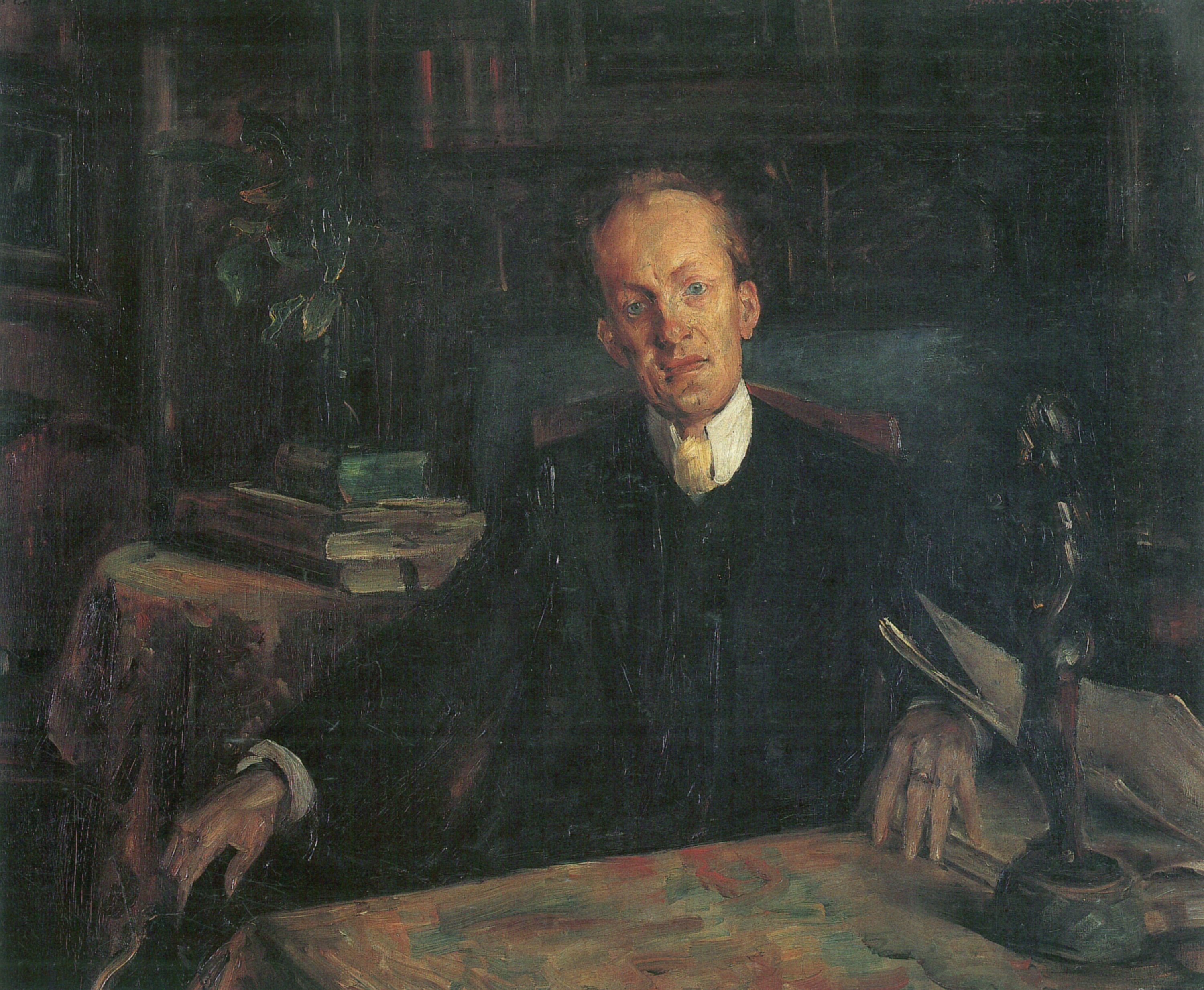
Gerhart Hauptmann (1900)
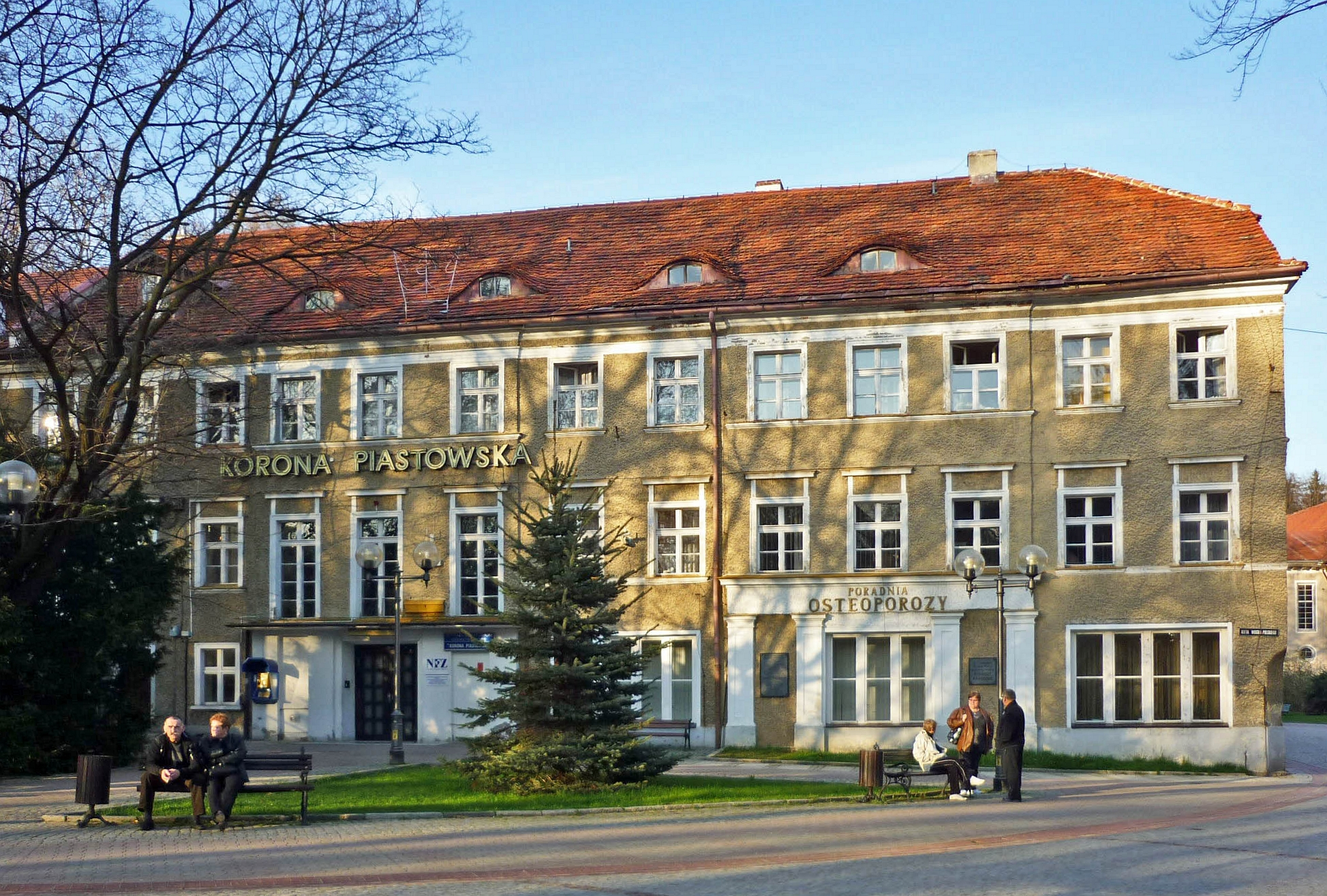
Hauptmannův rodný dům (Szczawno-Zdrój, ul. Wojska Polskiego 1, "Korona Piastowska")
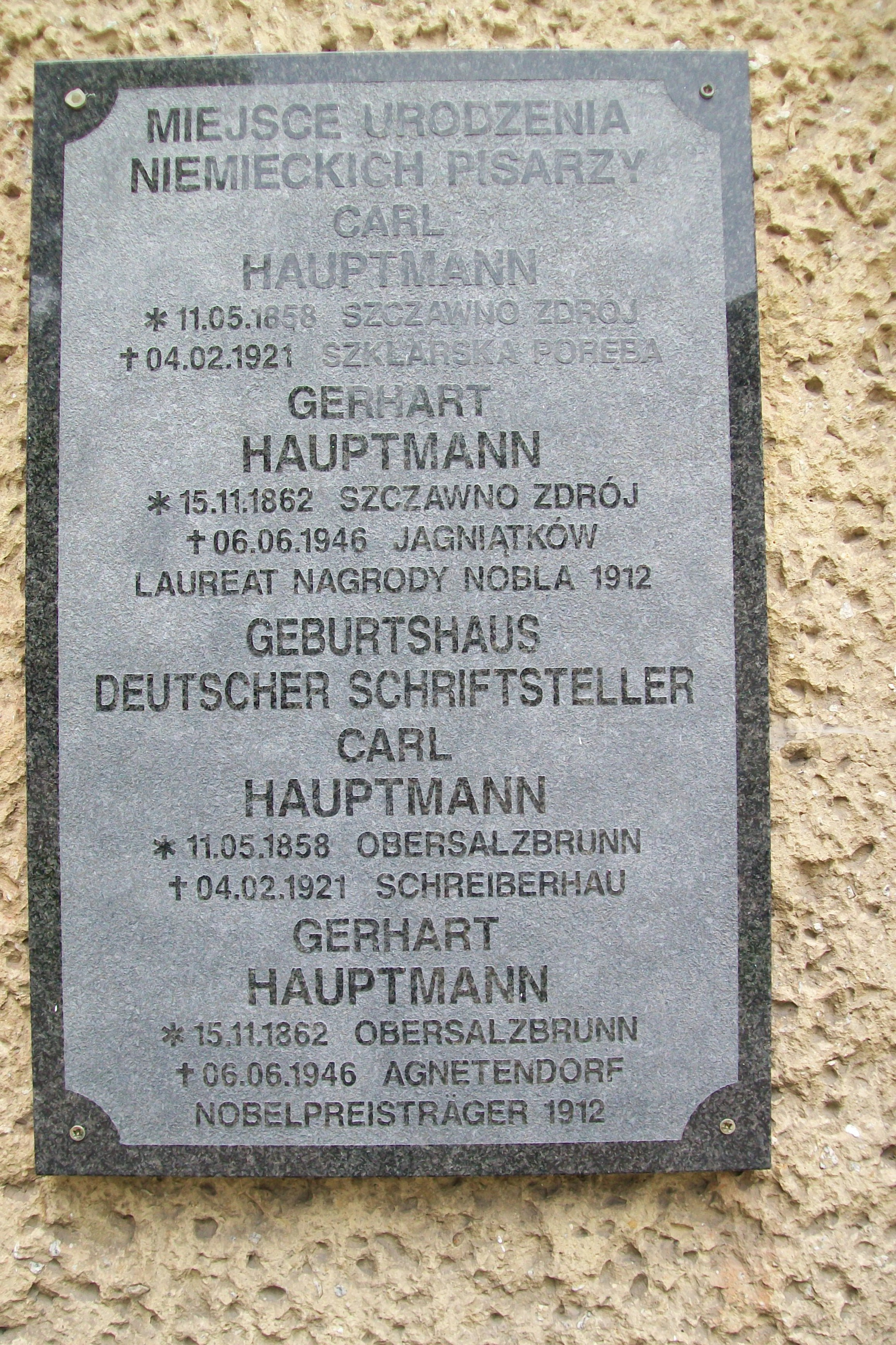
Pamětní deska na jeho rodném domě (Szczawno Zdrój, Polsko)
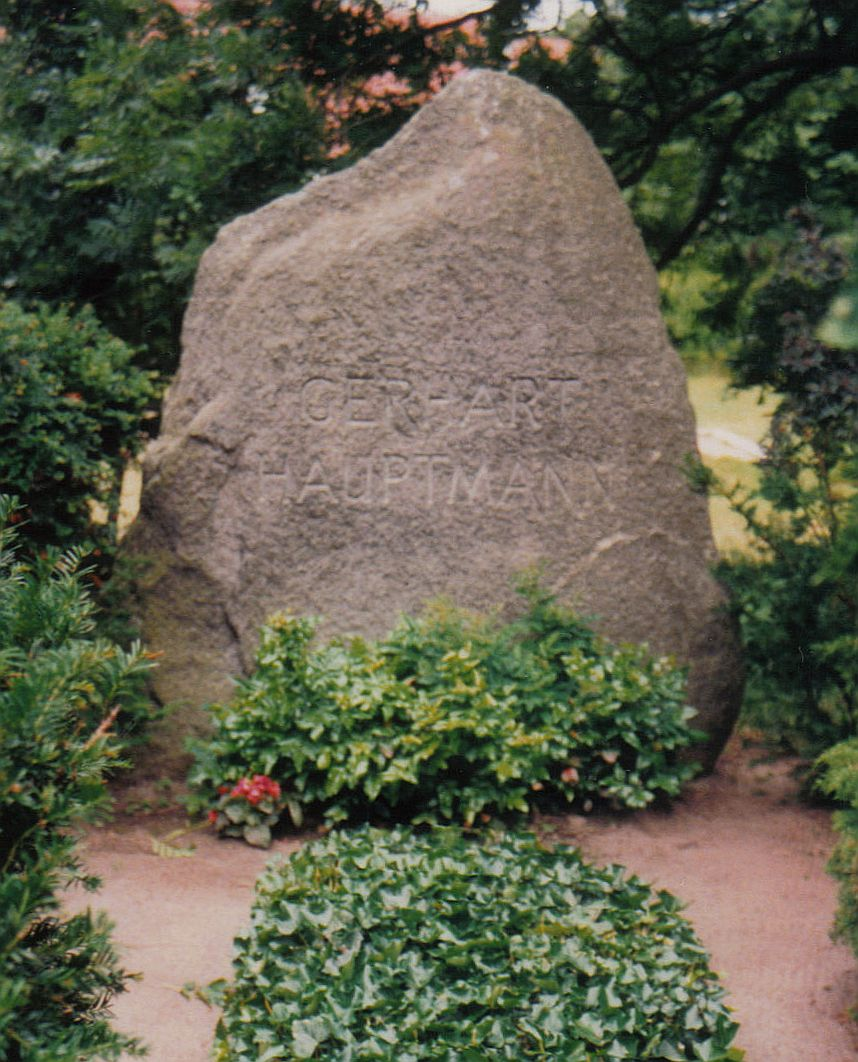
Hauptmannův hrob (Ostrov Hiddensee, Kirchweg 13)